# Maiana (Tranqueira)
Maiana ist eine historische Befestigungsanlage in der osttimoresischen Aldeia Malahara (Suco Muapitine, Gemeinde Lautém). Bis 2015 gehörte das Gebiet zum Suco Mehara (Verwaltungsamt Tutuala). Im Portugiesischen werden solche Anlagen als Tranqueira (deutsch Deckung, Verschanzung) bezeichnet.
Maiana befindet sich im Westen des Vero-Tals und war, wie andere befestigte Siedlungen in dem Gebiet, noch bis in das frühe 20. Jahrhundert bewohnt. Heute sind diese alten Siedlungsplätze Orte der Verehrung der Ahnen. Der nahegelegene kleine Fluss Verkass ver bildete die Grenze des Fataluku-Clans (Ratu) der Renu vom Clan der Latuloho, der in Muapitine lebte. Maiana selbst wird den Überlieferungen zufolge dem Clan der Aca Cao zugeordnet, die dem ausgestorbenen Clan der Pai’ir Ratu nachfolgten. Von Kämpfen in der Vergangenheit hier berichten die einheimischen Quellen nicht.
Sie liegt auf einer bewaldeten Hügelkuppe und ist von einer kreisrunden Steinmauer von beträchtlicher Ausdehnung umgeben. Stachelige Kakteen finden sich auch heute noch auf den Verteidigungsanlagen. Auch sie dienten als zusätzliche Barriere gegen Angreifer. In der Befestigung befindet sich ein rechteckiges Grab mit den Maßen 3 × 1,5 × 1 Metern. Die bearbeiteten Steine sind im Makassar-Mataru-Stil („Makassar-Stein-Stil“) verziert. Daneben befindet sich ein für die Region typischer Zeremonialplatz (Fataluku: „sepu“).